# 日記帳 (江戸川乱歩)
『日記帳』（にっきちょう）は、1925年（大正14年）3月に発表された江戸川乱歩の短編小説。

## 概要
『写真報知』の1925年3月号に掲載された作品。『算盤が恋を語る話』『モノグラム』と同じく内気な人間が、恋愛の意志を伝えるために暗号通信をする話である。

## あらすじ
「私」は死んだ弟の遺品整理で日記帳を読んでいくうちにあることに気づく。弟は北川雪枝という、私達とは遠縁に当る美しい娘との文通をしていたが、葉書を出した日附が暗号になっていた。そして雪枝の返信の切手の位置も暗号となっていた。お互いに恋しあっていながら、双方とも相手の心を知らず弟はこの世を去ったのだ。弟の死ぬ二ヶ月ばかり前に決まった、私と雪枝の婚約のことを考えながら、とり返しのつかぬ事実に心をかき乱した。

## 収録作品
- 光文社文庫『江戸川乱歩全集第1巻 屋根裏の散歩者』（2004年）